# Mastamardi, Belgaum
Mastamardi là một làng thuộc tehsil Belgaum, huyện Belgaum, bang Karnataka, Ấn Độ.